# Coin Nord de Mitsamiouli
El Coin Nord de Mitsamiouli és un club de futbol de la ciutat de Mitsamiouli, Comores.

## Palmarès
- Lliga de Comores de futbol:[2]

1980, 1986, 1990, 2001, 2005, 2007, 2011
- Copa de Comores de futbol:[3]

1983, 1985, 1987, 1989, 2011